# USALS

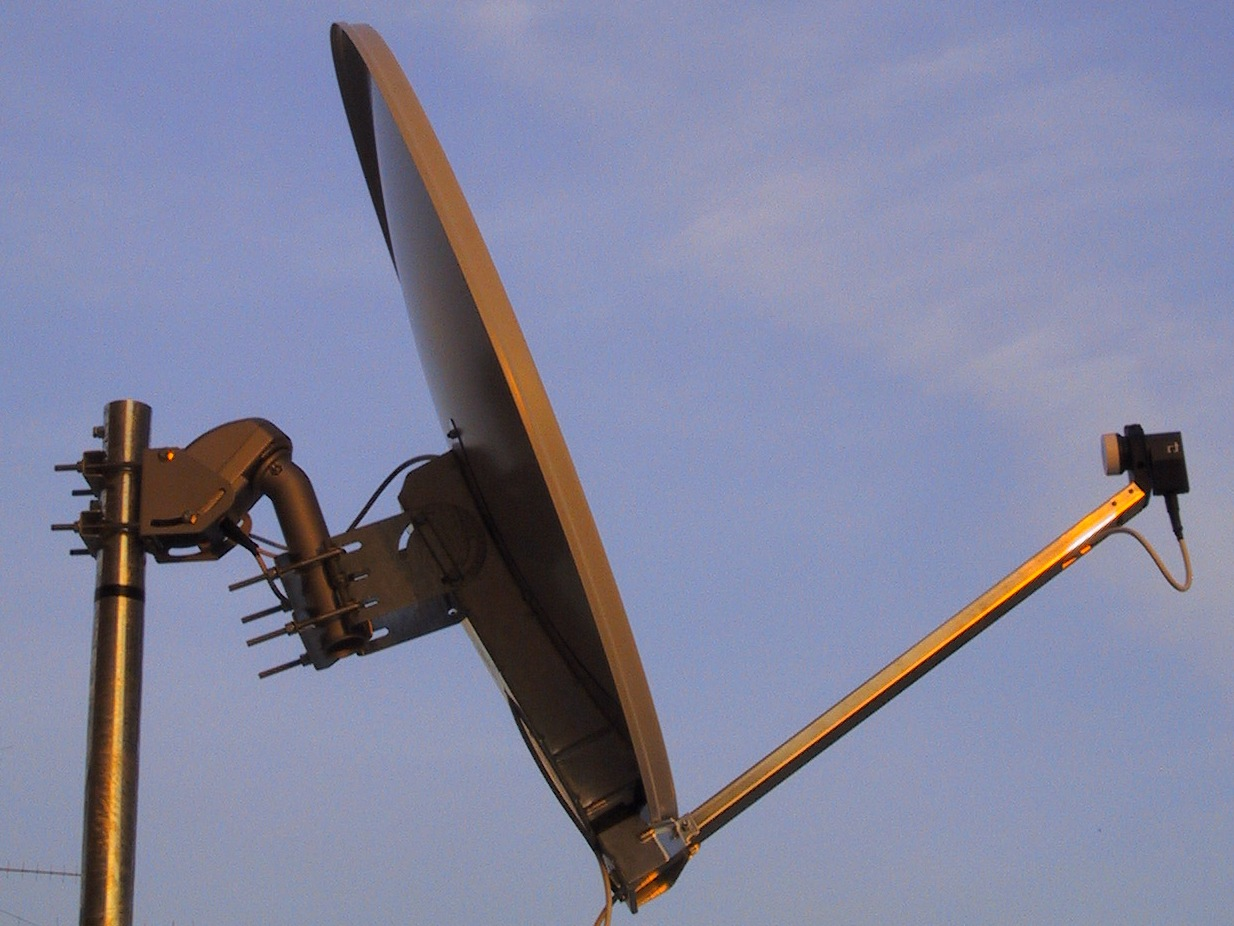
Antenna parabolica con motore compatibile Go to XX

Universal Satellites Automatic Location System (USALS), anche denominato (in modo non ufficiale)  DiSEqC 1.3, Go X o  Go to XX, è un protocollo di controllo dei motori per parabole satellitari che automaticamente crea una lista delle posizioni lungo la fascia di Clarke dei satelliti inquadrabili da una stazione ricevente motorizzata.
Il protocollo USALS è usato in associazione con il protocollo DiSEqC 1.2. È stato sviluppato dalla società italiana produttrice di motori per parabole STAB.

## Come opera USALS
Il software interno del decoder satellitare, o del posizionatore esterno, calcola la posizione di tutti i satelliti osservabili dalla parabola a partire dalla posizione della stessa (inserita dall'utente) espressa in longitudine e latitudine.
Questo permette un semplice e preciso puntamento di tutti i satelliti anche da parte di utenti senza specifiche competenze tecniche.
Comparato con il protocollo DiSEqC 1.2, per USALS non è necessario procedere manualmente alla localizzazione ed alla memorizzazione delle relative posizioni di tutti i satelliti osservabili,
ma è sufficiente individuare e collimare un unico satellite in posizione prossima al sud rispetto alla posizione della antenna. Per questa taratura, in Italia si utilizzano generalmente le posizioni satellitari a 9°E, 10°E, 13°E o 16°E a seconda della regione in cui ci si trova.
La posizione del satellite di riferimento è utilizzata da USALS per calcolare automaticamente la posizione di tutti gli altri satelliti.

## Approfondimento
Selezionando un canale sul ricevitore satellitare compatibile USALS, il software interno calcola l'angolo di scostamento dallo 0, che deve assumere l'albero motore, per dirigere l'asse parabolico sul satellite  da cui viene trasmesso il canale selezionato.
Il calcolo si basa sulla risoluzione di una semplice equazione trigonometrica tenendo conto delle coordinate geografiche della parabola ricevente, introdotte nel decoder all'atto della prima installazione e la longitudine orbitale cui è posizionato il satellite ricercato.
Il risultato è l'angolo x.x di cui deve ruotare l'albero motore per dirigere sul sat selezionato. 
Al termine del calcolo, brevissimo, il programma stesso invia al motore uno speciale ordine di posizionamento "Goto x.x°" codificato digitalmente secondo le regole del protocollo del Bus DiSEqC 1.2, di Eutelsat.
Prima che fosse introdotto il protocollo USALS, il protocollo DiSEqC 1.2 prevedeva solo un altro meccanismo per il posizionamento, mediante comandi di "Store n".
L'utente deve memorizzare all'interno del ricevitore DiSEqC 1.2 la posizione di ogni satellite che si intende puntare, contrassegnata dall'identificatore "n", poi all'occorrenza invia l'ordine di posizionamento "Goto n" provocando la rotazione del motore alla posizione "n" precedentemente memorizzata.
Questo comporta che l'utente prima di poter utilizzare il motore deve memorizzare sul decoder le posizioni di tutti i satelliti che si intende puntare.
Invece, USALS non deve memorizzare preventivamente le posizioni, ma le invia, di volta in volta, direttamente nell'ordine.

## Installazione di un motore USALS
Tutti i motori compatibili con il protocollo USALS eseguiranno tipicamente il posizionamento con precisione del decimo di grado, a meno dei giochi meccanici.
Questo rende l'installazione molto più semplice e rapida, perché non è necessario trovare per tentativi e poi memorizzare tutte le posizioni satellitari, ma basterà installare correttamente il motore: Con lo 0° perfettamente a sud e con i giusti angoli di inclinazione del motore e della parabola collegata a esso, avendo cura di avere il
palo di sostegno perfettamente a piombo.
Per facilitare il puntamento si ricorre ad un satellite di riferimento che è il più vicino al sud rispetto alla posizione della parabola.
Terminata la installazione corretta del motore e della parabola USALS troverà automaticamente tutte le posizioni dei satelliti visibili.
Anche in fase di installazione l'ausilio di USALS è prezioso:
È essenziale che l'asse di rotazione del motore (il suo albero motore) sia esattamente parallelo all'asse terrestre ossia contenuto nel piano del meridiano locale. Ovvero l'asse deve trovarsi in direzione Nord-Sud.
Ne consegue, che se il satellite di riferimento non si trova esattamente al Sud (quasi sempre) il puntamento va preceduto facendo ruotare l'albero motore dell'angolo di scostamento del satellite di riferimento rispetto all'osservatore. Calcolare questo angolo (ma soprattutto imporlo correttamente sul motore) non è quasi mai agevole
per un installatore o un utente non professionale, mentre viene eseguito in automatico dal protocollo USALS: si otterrà l'immediato ed automatico preposizionamento dell'albero all'angolo esatto, e si potrà così iniziare il corretto puntamento.
Questa semplice operazione, condotta in modalità DiSEqC 1.2, è resa difficoltosa, oltre che dal calcolo, specialmente dalla difficoltà di valutare precisamente gli angoli sulla grossolana scala del motore.

## Aspetti legati al copyright
Essendo un protocollo proprietario, ciascun produttore che vuole fregiare i suoi articoli del marchio USALS deve essere certificato dai laboratori della STAB. Tuttavia per aggirare tale limitazione molti produttori di decoder o motori (a tutti gli effetti compatibili con il protocollo USALS) utilizzano nomi alternativi per definire tale compatibilità.